# Interferentie (taalkunde)
Interferentie is het ten onrechte en veelal onbewust toepassen van regels die bij een bepaalde taal behoren op een andere taal. Het taalgebruik uit de ene taal interfereert dan met het taalgebruik uit de andere taal. Het begrip wordt gebruikt in de taaldidactiek en houdt dan verband met taalverwerving. Het komt in een iets andere betekenis voor in de sociolinguïstiek.

## Tweedetaalverwerving

### Niveaus van interferentie
Interferentie kan dus per definitie slechts optreden als de spreker zich van ten minste twee talen bedient. Vaak zal de ene taal de moedertaal zijn, terwijl de tweede taal er een is die geleerd wordt. Dit leidt tot dominantie van de moedertaal en haar regels, waarmee de spreker onbewust vertrouwd is, ten koste van de relatief onbekende tweede taal. Deze dominantie kan op alle niveaus van taalgebruik optreden. Bij de volgende voorbeelden wordt steeds uitgegaan van een spreker met het Nederlands als moedertaal die bezig is het Engels te leren.
- Klankleer

Klanken die in de gedomineerde taal voorkomen, zullen de spreker weinig vertrouwd zijn als zij in zijn dominante taal niet bestaan.
Zo heeft het Engelse pen een klinker die dicht bij de /i/ ligt, terwijl in het Engelse pan de klinker juist open is en naar een /a/ tendeert. Geen van beide klanken komt in het Nederlands voor. Vele Nederlanders vervangen beide klanken daardoor door de /ε/ in het Nederlandse woord pen, maar die klank kent het Engels weer niet als zelfstandige klinker. De on-Engelse /ε/ interfereert hier dus met de juiste Engelse klanken en werkt als stoorzender.
Evenzo eindigen in het Nederlands woorden normaliter niet op een stemhebbende medeklinker: bid wordt uitgesproken met een stemloze slot-/t/. Het Engelse woord bid heeft echter wel een stemhebbende /d/ aan het eind en die zal door veel Nederlandssprekenden als /t/ worden uitgesproken. Daarmee vallen zij ten prooi aan positionele interferentie: de /d/ bestaat in het dominante Nederlands immers wel degelijk, maar niet in eindpositie. De klankpositie werkt hier als stoorzender: doordat een woordeind in het Nederlands doorgaans geen stemhebbende medeklinkers kent, wordt die taalgewoonte ten onrechte meegenomen naar het Engels.
- Grammatica

Regels van zinsbouw, werkwoordsaspect, vervoeging en verbuiging die in de dominante taal gelden terwijl de gedomineerde taal andere regels kent, kunnen als stoorzender optreden bij het gebruik van de gedomineerde taal.
Zo gaan in het Nederlands tijdsbepalingen vaak aan plaatsbepalingen vooraf, terwijl het in het Engels juist andersom is. De spreker met Nederlands als moedertaal heeft de neiging om nietsvermoedend zinnen te produceren als *I saw him yesterday in the street, terwijl de juiste zin I saw him in the street yesterday luidt.
Evenzo zal een Nederlandstalige leerling van het Engels ertoe geneigd zijn een voltooid tegenwoordige tijd te gebruiken als een handeling in het verleden wordt bedoeld: zo kan een zin ontstaan als *I have seen him last week. Opnieuw werkt het Nederlands als stoorzender: juist is I saw him last week, maar de Nederlandse grammaticaregel interfereert met de Engelse.
- Lexicon

Interferentie in woordgebruik treedt met name op waar een woord in de dominante taal nagenoeg dezelfde woordvorm heeft als in de gedomineerde, terwijl de betekenis anders is. Dit betekenisverschil valt de spreker vaak niet op en de woordvorm werkt als stoorzender voor juist gebruik. Zulke woordparen zijn valse vrienden; de woorden lijken wel met elkaar overeen te komen, maar dit is slechts schijn.
Zo zal een Nederlandstalige leerling er zonder verder nadenken van uitgaan dat eventueel equivalent is aan het gelijkvormige Engelse eventually. Maar dat klopt niet: het laatste woord betekent uiteindelijk en van zulke valsevriendenparen zijn talloze voorbeelden te vinden.

### Interferentie en kritieke perioden
Bij taalverwerving is niet altijd sprake van een dominante en een gedomineerde taal. Sommige kinderen groeien op in een twee- of meertalig milieu, hetzij doordat de politiek-linguïstische constellatie van een samenleving dit met zich meebrengt (meertalige landen en streken, bijvoorbeeld Zaïre, Sulawesi), hetzij door de persoonlijke leefomstandigheden (bijvoorbeeld diplomatenkinderen) of door nog andere oorzaken, zoals taalgemengde huwelijken. Dan kan het voorkomen dat taalgebruik dat bij de ene taal past, wordt gebezigd in de andere taal. Dit kan bijvoorbeeld tot uiting komen in het woordaccent, of in zinnen als Het runt nog best, dat autootje.
De vrees dat deze soorten van interferentie leiden tot een blijvend gebruik van een mengtaal (een pidgin) is vermoedelijk doorgaans ongegrond — tenzij de linguïstische situatie in een bepaalde omgeving zodanig is dat velen daar een pidgintaal spreken; maar dan is niet langer van interferentie sprake; veeleer van nieuwe taalvorming.
Er is een hypothese onder taalkundigen dat kinderen een kritieke periode doormaken waarin het voor hen verbluffend eenvoudig is een taal te leren; dat gemak verdwijnt later, ongeveer na het tiende levensjaar. Hoewel deze hypothese velen intuïtief aanspreekt, is zij niet bewezen. Wel mag worden aangenomen dat bij het verstrijken van de eventuele kritieke periode ook de interferentie afneemt: taalgewoonten kristalliseren uit volgens de regels van de betreffende talen, mits de spreker wordt blootgesteld aan voldoende rijk taalmateriaal in die talen.

### Interferentie en tussentaal
Interferentie moet ook worden onderscheiden van het verschijnsel tussentaal (interlanguage) dat door taalkundigen wel wordt gepostuleerd bij de vreemdetaalverwerving. De veronderstelling is daarbij dat de leerling de tweede taal niet rechtstreeks vanuit de eerste taal leert. Niet die eerste taal fungeert als platform, maar al lerend formuleert de student eigen taalregels en creëert eigen taalgewoonten. Die regels en gewoonten kunnen echter tijdelijk afwijken van de regels in zowel de ene als de andere taal: zij passen alleen bij een door de student gevormde eigen tussentaal, een idiosyncratische verzameling regels.
Zo komen bij taalverwerving wel (tijdelijk) vormen voor als *I maked a mistake. Met interferentie zou dit dan niets te maken hebben: het is in dit geval een voorbeeld van oversystematisering. De leerling conformeert zich aan de regel dat in het Engels de verleden tijd op -ed eindigt, maar past die regel te systematisch toe en houdt geen rekening met uitzonderingen (de onregelmatige werkwoorden). Dat dit geen kwestie is van interferentie, in casu van Nederlandse invloed, blijkt al uit het feit dat hetzelfde verschijnsel zich voordoet bij eerstetaalverwerving: Nederlandstalige kinderen zeggen ook wel *ik loopte, waarbij zij dus al oversystematiseren. De tussentaal zou zich aldus vormen naar eigen regels, weliswaar ontleend aan beide talen, maar geen stoorzenders voor het leerproces of voor de taalverwerving.
De Duitse taalkundige W.F. Leopold woonde in Amerika en bestudeerde de taalverwerving van zijn dochter. Aanvankelijk leek zij een tussentaal met Engelse en Duitse elementen te bezigen; na haar tweede levensjaar ontwikkelde haar Engels zich correct, terwijl haar beheersing van het Duits pas conform de taalregels werd na een bezoek aan Duitsland.

## Sociolinguïstiek
Terwijl interferentie bij de taalverwerving als stoorzender werkt en plaatsvindt zonder dat de spreker zich daarvan volledig bewust is, kan zij in andere situaties zowel bewust als onbewust plaatsvinden en is zij in die situaties soms gewenst door de taalgemeenschap, soms is er verzet tegen en soms laat zij de sprekers onverschillig. Deze interferentie kan gebaseerd zijn op linguïstische factoren (bijvoorbeeld als de ene taal leemtes vertoont, die worden opgevuld vanuit de andere: een voorbeeld is het woord software). Ook kunnen sociaal-culturele factoren een rol spelen (bijvoorbeeld bij ontlening uit de meer prestigieuze taal: management).

### Interferentie en ontlening
Hoewel ontlening op alle taalniveaus optreedt (klank, vorm, zinsbouw, woordenschat), doet zij zich het gemakkelijkst voor bij woorden en dan weer met name bij zelfstandige naamwoorden. Het bekendste voorbeeld van ontlening wordt dus gevormd door leenwoorden: woorden ontleend aan een andere taal. Barbarismen zijn een voorbeeld aan het ene uiterste van het spectrum, maar vele leenwoorden zijn ingeburgerd.
Zo is tafel geheel ingeburgerd en niemand is zich ervan bewust dat hier een leenwoord uit het Latijn wordt gebruikt. Het oorspronkelijk Duitse beduidend roept bij sommige gebruikers nog wel vragen op. Dat computer uit het Engels komt, wordt door iedereen onderkend, maar door bijna niemand als probleem ervaren. Het woord interfereert niet met het Nederlands.
Anders is het met administratief in de betekenis van bestuurlijk. Dit wordt nog als ongewenst barbarisme beschouwd, waarschijnlijk onbewust overgenomen door Nederlandssprekenden die niet onderkenden dat het hier een verzameling valse vrienden betrof, zodat zij ten prooi vielen aan interferentie onder invloed van een voor hen relatief dominante vreemde taal.
Deze vorm van interferentie kan verschillende gevolgen hebben:
- Het gevolg is in ieder geval taalverandering. Die treedt door een veelheid van oorzaken binnen een taal altijd op in de loop der tijd, maar in dit geval betreft het verandering onder invloed van een andere taal.
- Er treedt pidginisering op: onder druk der omstandigheden ontstaat een nieuwe mengtaal, die echter voor de sprekers geen moedertaal is.
- In extreme gevallen is zelfs sprake van taalvervanging — de gedomineerde taal verdwijnt plaatselijk of overal: in het laatste geval wordt zij een dode taal.

### Codewisseling
Codewisseling wordt in de sociolinguïstiek wel beschouwd als een voorbeeld van interferentie.
Zo draagt in een meertalige gemeenschap één taal vaak een groter prestige dan de andere taal of talen. Dit kan ertoe leiden dat een spreker in een en dezelfde taaluiting (wellicht halfbewust) beide talen gebruikt: de prestigieuze om zijn woorden een zeker gezag of geloofwaardigheid te geven, de minder prestigieuze om zijn verbondenheid met de toehoorders te benadrukken.
Evenzo zullen specialisten die gewend zijn onderling hun eigen taal of dialect te spreken, zich van de dominante taal bedienen bij het gebruik van specialistische terminologie, omdat die terminologie alleen in de dominante taal voorhanden is. Zo gebruiken technici die met elkaar Schwyzerdütsch (Zwitserduits) spreken, wel technische termen in het Standaardduits.
In emotionele situaties zijn sprekers die de standaardtaal gebruiken vaak geneigd meer interferentie toe te passen van elementen uit een meer vertrouwde taalvariant.
Van tweetalige sprekers wordt voorts wel gezegd dat hun taalgebruik minder interferentie zal vertonen als hun toehoorder eentalig is; maar is ook de hoorder tweetalig, dan neemt de interferentie juist (sterk) toe. De spreker past zich aan de hoorder aan.

### Persoonlijke ontwikkeling
De vraag of een tweetalige opvoeding voor- of nadelige gevolgen heeft voor de persoonlijke ontwikkeling, is niet afdoende beantwoord. Beweerd wordt wel dat onzekerheid het gevolg is, tot stotteren toe, maar gewezen wordt ook op een veelzijdiger ontplooiing. Er is zelfs beweerd dat het aanleren van meerdere talen een groot beroep doet op de hersenen en het IQ nadelig beïnvloedt, maar daartegenover staat het argument dat taalverwerving gemakkelijker wordt naarmate er meer talen worden beheerst. Het debat leidt vooralsnog niet tot duidelijke conclusies.